# Sheila Scott Macintyre
Sheila Scott Macintyre   (Edimburg, 23 d'abril de 1910 - Cincinnati, 21 de març de 1960) va ser una matemàtica escocesa coneguda principalment pel seu treball en la constant de Whittaker. Macintyre també és coneguda per ser coautora d'un diccionari de matemàtiques alemany-anglès juntament amb Edith Witte.

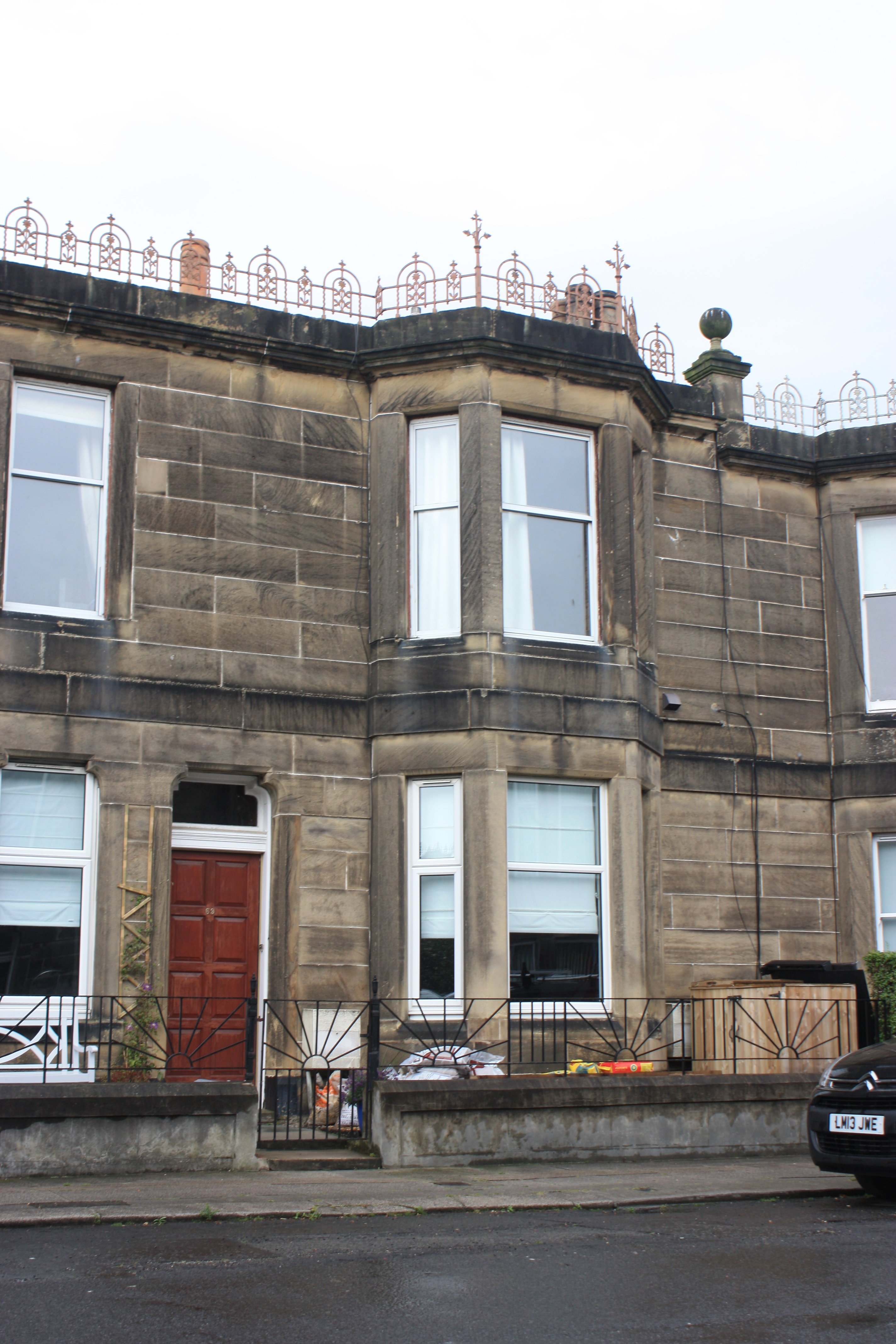
Avinguda Dudley, 69, Edimburg

Sheila Scott va néixer a Edimburg, Escòcia, el 23 d'abril de 1910, filla d'Helen Myers Meldrum i James Alexander Scott. La família vivia a l'avinguda Dudley, 69, a prop de la Trinity Academy, on el seu pare era mestre.
Va assistir a la Trinity Academy d'Edimburg en l'època en què el seu pare en va ser nomenat director. Entre 1926 i 1928 va assistir a l'Edinburgh Ladies College (ara The Mary Erskine School) on es va graduar. Va estudiar després a la Universitat d'Edimburg, on es va graduar el 1932 en Matemàtiques i Filosofia natural. Després va continuar els seus estudis al Girton College, de Cambridge. En el seu últim any a la Universitat, va treballar en un projecte de recerca sota la supervisió de Mary Cartwright. Això va donar lloc al seu primer treball publicat sobre els períodes asimptòtics de funcions integrals.

## Carrera
Entre 1934 i 1940 Scott va ensenyar matemàtiques a diverses escoles. Durant aquest període, Edmund Whittaker va presentar a Scott el company matemàtic Archibald Macintyre, amb qui es va casar el 1940; poc després va ser nomenada professora ajudant a la Universitat d'Aberdeen, on el seu marit era professor. Durant aquest temps ella va començar a treballar en la seva tesi doctoral. Mentre estava embarassada del seu segon fill, va deixar d'ensenyar però va continuar investigant. Va obtenir el doctorat a Aberdeen el 1947 amb la tesi Some Problems in Interpolatory Function Theory i sota la supervisió d'Edward Maitland Wright.
Entre 1947 i 1958 va publicar una desena d'articles més durant un període en què la parella va tenir tres fills: Alister William Macintyre (nascut el 1944), Douglas (nascut el 1946 - mort el 1948 d'enteritis) i Susan Elizabeth Macintyre Cantey (nascuda el 1950). De la seva recerca durant aquest temps, Wright va escriure: "...encara hauria fet més recerca si no hagués tingut una família per cuidar". El 1956 ella i Edith Witte van publicar el llibre German-English Mathematical Vocabulary (Vocabulari matemàtic alemany-anglès).
El 1958 la família va emigrar a Cincinnati, on Macintyre va acceptar una càtedra visitant a la Universitat. També el 1958 va ser escollida membre de la Royal Society of Edinburgh.
Sheila Scott Macintyre va morir el 1960 a Cincinnati, Ohio, EE.UU.
Mary Cartwright escrigué en el seu obituari "És recordada com una conferenciant excepcionalment clara, i una excel·lent mestra amb un interès sincer però realista en cadascun dels seus alumnes i també com una col·lega encantadora, servicial i sovint divertida".